# Arthur Ruppin
Arthur Ruppin (ur. 1 marca 1876 w Rawiczu, zm. 1 stycznia 1943 w Jerozolimie) – niemiecki filozof, ekonomista i socjolog pochodzenia żydowskiego. Jeden z liderów ruchu syjonistycznego. Promował powstawanie nowych form osiedli żydowskich, nazywanych kibucami i moszawami.

## Życiorys

### Dzieciństwo i młodość
Artur urodził się w 1876 roku w Rawiczu w Cesarstwie Niemieckim (obecnie terytorium Polski). Urodził się w tradycyjnej rodzinie żydowskiej. Był najstarszym synem Izaaka Alberta i Sycylii z domu Burke. Swoje dzieciństwo opisał jako szczęśliwe. Jednak jego ojciec zbankrutował i od tego momentu rodzina żyła bardzo biednie, utrzymując się z darowizn dalszych członków rodziny. W 1886 roku przeprowadzili się do Magdeburga. Artur uczył się w protestanckiej szkole, poznając kulturę niemiecką. Był wybitnym uczniem. W wieku 12 lat przeczytał wszystkie dzieła Johanna Goethego i Friedricha Schillera, ucząc się niektórych z nich na pamięć. Marzył, że zostanie niemieckim poetą.

### Praca zawodowa i nauka
W 1891 roku musiał przerwać naukę z powodu kłopotów finansowych rodziny. Aby ją wspierać, rozpoczął pracę jako praktykant w dużej firmie żydowskiego sąsiada. Swoją pracowitością zyskał szacunek i bardzo szybko awansował, zostając w wieku 17 lat dyrektorem handlowym. W tak młodym wieku prowadził ważne konsultacje i zawierał transakcje zastrzeżone zazwyczaj wyłącznie dla urzędników najwyższego szczebla. Pracując ukończył naukę w gimnazjum. W tym czasie ćwiczył pływanie, gimnastykę i taniec. W 1896 roku rozpoczął naukę na Uniwersytecie w Magdeburgu. W kwietniu 1899 roku rozpoczął studia na Uniwersytecie w Berlinie. Studiował prawo i ekonomię. Po pierwszym semestrze przeniósł się na studia korespondencyjne i nie uczestniczył w normalnych zajęciach akademickich. W 1902 roku uzyskał stopień naukowy doktora ekonomii politycznej.
W trakcie studiów jeden z pracowników naukowych uczelni namówił Ruppina do wzięcia udziału w konkursie i napisania pracy na temat eugeniki. Napisał artykuł „Darwinizm a nauki społeczne”, który zdobył drugie miejsce w konkursie. Wygrane w ten sposób 6000 marek przekazał bratu i siostrze, aby otworzyli własną działalność gospodarczą. Nagroda ta otworzyła Ruppinowi wrota do niemieckiego społeczeństwa. W kolejnych latach napisał kilka artykułów na temat eugeniki. W latach 1902–1907 pracował jako prawnik i mocno odczuł siłę antysemityzmu. Spowodowało to, że zaczął zastanawiać się nad sposobem rozwiązania kwestii żydowskiej w Niemczech. Już w 1902 roku napisał pierwszy artykuł o ogólnej demografii niemieckich Żydów i stosunkach z Niemcami. Został on opublikowany w czasopiśmie naukowym. W 1903 roku odwiedził Galicję, zbierając dane antropologiczne o tamtejszych społecznościach żydowskich. W 1904 roku przeprowadził się do Berlina i rozpoczął pracę w Żydowskim Instytucie Statystycznym utworzonym przez Alfreda Nossiga. Wkrótce został mianowany dyrektorem Instytutu. W tym samym roku opublikowano wyniki jego badań socjologicznych nad współczesnymi Żydami. Jego pionierskie podejście do tematu spowodowało, że był on nazywany „ojcem żydowskiej socjologii”.

### Działalność syjonistyczna

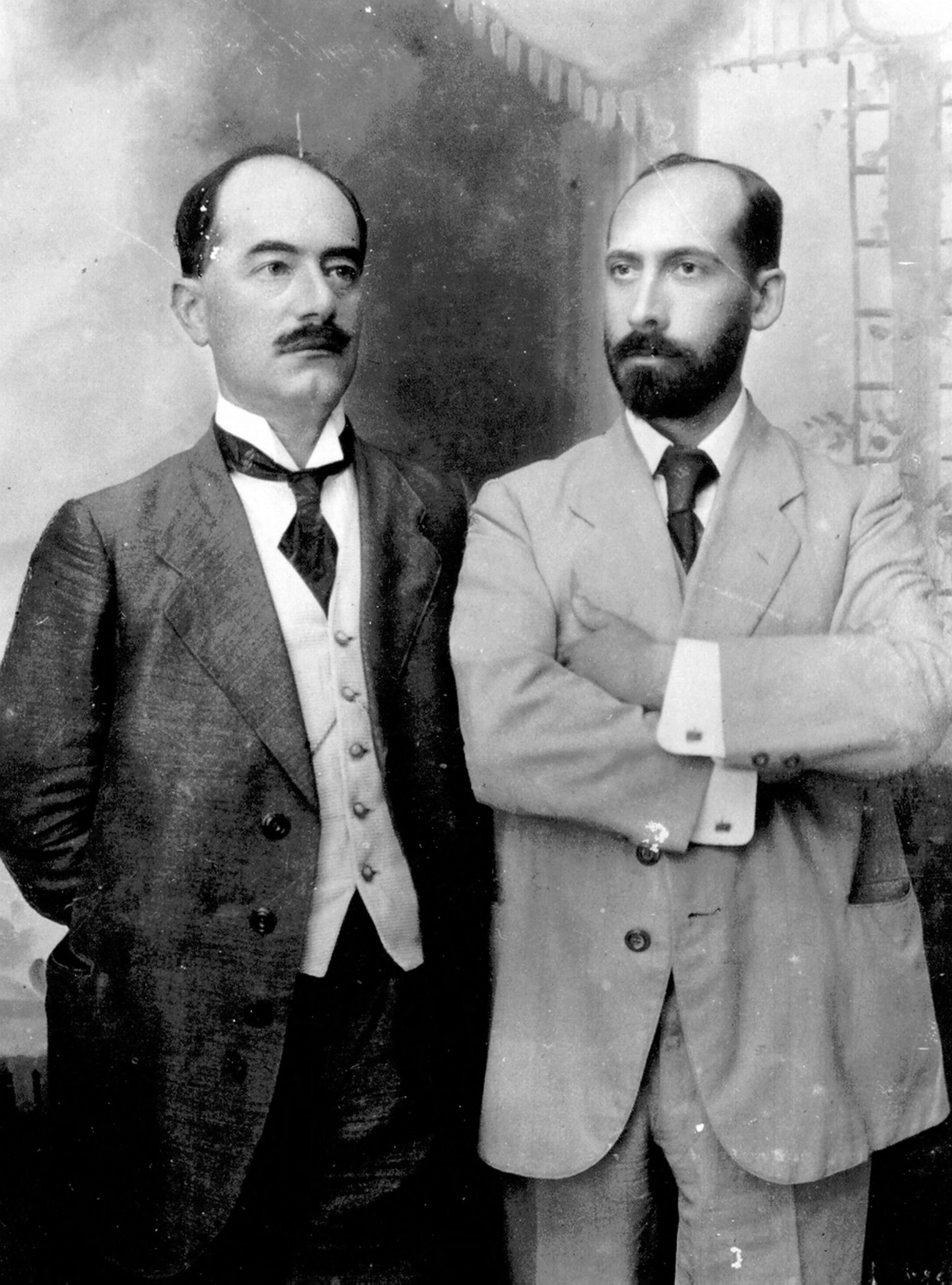
Arthur Ruppin i Jakub Thon w Jafie, w 1908 roku

W 1905 roku wziął udział w Siódmym Kongresie Syjonistycznym w Bazylei i wstąpił do Światowej Organizacji Syjonistycznej. Pracował w podkomisji gospodarczej, a w 1906 roku dołączył do działu prawnego. W 1907 roku Dawid Wolffsohn posłał Artura Ruppina i Jakuba Thona do Ziemi Izraela w celu zbadania możliwości rozwoju osadnictwa żydowskiego w Palestynie. W grudniu 1907 roku przedstawił szczegółowe sprawozdanie, w którym zalecał powszechne wykupywanie ziemi w Palestynie i położenie największego wysiłku w rozwój żydowskiego osadnictwa w Galilei i na równinie przybrzeżnej. W tym samym roku Otto Warburg zaproponował Ruppina na dyrektora Przedsiębiorstwa Ziemi Izraela z siedzibą w Jafie. W 1908 roku Ruppin przyjechał do Jafy i zajął się zarządzaniem działalnością osadniczą w Palestynie. Bardzo szybko doszło jednak do komplikacji, gdyż Komitet Wykonawczy Światowej Organizacji Syjonistycznej zamroził budżet na działania rozwojowe Warburga. W konsekwencji Warburg finansował z własnej kieszeni wynagrodzenie Ruppina. Na tym tle doszło do konfliktu między Warburgiem a Wolfsohnem. Problem nie wypłaconych pensji Ruppina i jego asystenta Thona trafił pod obrady Komitetu Wykonawczego Światowej Organizacji Syjonistycznej. Ostatecznie podjęto decyzję o finansowaniu dalszych działań Ruppina, które były wyrazem praktycznego podejścia do idei syjonizmu politycznego. Nowa umowa poszerzyła zakres uprawnień Ruppina, który miał teraz pełną swobodę działań i niezależność w ustalaniu polityki w Ziemi Izraela. W 1909 roku razem z Warburgiem założyli wspólną firmę zajmującą się wykupem ziemi w Palestynie. Ściśle współpracowali z Żydowskim Funduszem Narodowym, kupując grunty od różnych podmiotów, aby zapobiec wzrostowi cen z powodu wzrostu popytu na ziemię. Ruppin od samego początku postawił sobie za cel utworzenie niezależnej żydowskiej bazy, która mogła być niezależna od arabskich organów w Palestynie. Dążąc do zapewnienia niezależności gospodarczej poparł założenie żydowskiego miasta Tel Awiw z własnym portem morskim. Następnie wspierał rozwój miasta, między innymi poprzez utworzenie Gimnazjum Herzlija. Szybkie i zdecydowane działania Ruppina były niekiedy krytykowane. Oskarżano go, że postęp i rozbudowa idą kosztem jakości. Skupywał on wszelką dostępną ziemię, pomagał uzyskiwać pożyczki na zakładanie nowych kolonii rolniczych. Odegrał przy tym kluczową rolę w procesie kształtowania charakteru osadnictwa żydowskiego w Palestynie. Zmienił charakter pierwszych kolonii, w których byli bogaci właściciele plantacji i biedni robotnicy, na kolektywne spółdzielnie rolnicze – kibuce i moszawy. Stały się one podstawą tworzenia przyszłego państwa żydowskiego. Ruppin pomógł powstać osadom Ilanijja, Deganja Alef, Kewucat Kinneret i Merchawja. Działalność Ruppina nadała kształt drugiej aliji (lata 1904–1913).
W 1925 roku był jednym z założycieli organizacji Brit Szalom, która poparła dwu-państwowe rozwiązanie problemu Palestyny. Jednak po arabskich zamieszkach z 1929 roku, pozostawił ten ruch. Od tego momentu uważał, że jedynym możliwym rozwiązaniem jest utworzenie niezależnego państwa żydowskiego. A sposobem realizacji tego celu był rozwój osadnictwa i kolonizacji Palestyny. W 1926 roku Ruppin dołączył do grona pracowników naukowych Uniwersytetu Hebrajskiego w Jerozolimie, gdzie utworzył Wydział Socjologii. Później budynek wydziału nazwano jego imieniem. W latach 1933–1935 był dyrektorem Agencji Żydowskiej. W 1934 roku wydał swoje najsłynniejsze dzieło „Żydzi w nowoczesnym świecie”.
Zmarł w dniu 1 stycznia 1943 roku w Jerozolimie. Został pochowany w kibucu Deganja Alef.

## Znaczenie
Arthur Ruppin włożył wielki wkład w rozwój praktycznego ruchu syjonistycznego. Często jest nazywany „ojcem syjonistycznego osadnictwa”. Na jego cześć nazwano kibuc Kefar Ruppin.

## Publikacje
- Three Decades in Palestine. 1936. Brak numerów stron w książce
- Jewish Fate and Future. 1940. Brak numerów stron w książce
- My Life and Work. 1968. Brak numerów stron w książce